# Mike Kitchen
Pour les articles homonymes, voir Kitchen.
Michael Elwin Kitchen (né le 1er février 1956 à Newmarket en Ontario) est un joueur et entraîneur professionnel canadien de hockey sur glace. Il est le frère de Bill Kitchen, joueur de hockey professionnel.

## Biographie
Repêché par les Scouts de Kansas City au repêchage amateur de la LNH 1976 et par les Toros de Toronto la même année au cours du repêchage amateur de l'AMH 1976, Kitchen évolua dans la LNH pendant 8 saisons avec les Rockies du Colorado et les Devils du New Jersey; il joua aussi dans la Ligue américaine de hockey (Reds de Rhode Island et Mariners du Maine) et la Ligue centrale de hockey (Texans de Fort Worth).
Après sa carrière de joueur en 1985, Kitchen devient entraîneur des Saints de Newmarket de la LAH en 1988 pendant une saison.
Deux saisons plus tard, il est entraîneur-adjoint chez les Maple Leafs de Toronto, où il passe huit saisons. En 1998, Kitchen devient entraîneur-adjoint chez les Blues de Saint-Louis. Il prend la relève de Joel Quenneville à titre d'entraîneur-chef des Blues avec 21 matches à disputer en 2003-2004 et il occupe ce poste jusqu'à la saison 2006-2007 où il est remplacé par Andy Murray.

## Statistiques

### Joueur
| Saison     | Équipe               | Ligue          |     | Saison régulière | Saison régulière | Saison régulière | Saison régulière | Saison régulière |   | Séries éliminatoires | Séries éliminatoires | Séries éliminatoires | Séries éliminatoires | Séries éliminatoires |
| Saison     | Équipe               | Ligue          | PJ  | B                | A                | Pts              | Pun              | PJ               | B | A                    | Pts                  | Pun                  |                      |                      |
| 1973-1974  | Marlboros de Toronto | OHA-Jr.        | 69  | 3                | 17               | 20               | 145              |                  |   |                      |                      |                      |                      |                      |
| 1974-1975  | Marlboros de Toronto | OMJHL          | 68  | 5                | 30               | 35               | 136              | 21               | 1 | 9                    | 10                   | 35                   |                      |                      |
| 1974-1975  | Marlboros de Toronto | Coupe Memorial |     |                  |                  |                  |                  | 4                | 0 | 4                    | 4                    | 8                    |                      |                      |
| 1975-1976  | Marlboros de Toronto | OMJHL          | 65  | 6                | 18               | 24               | 148              | 10               | 0 | 2                    | 2                    | 26                   |                      |                      |
| 1976-1977  | Rockies du Colorado  | LNH            | 60  | 1                | 8                | 9                | 36               |                  |   |                      |                      |                      |                      |                      |
| 1976-1977  | Reds de Rhode Island | LAH            | 14  | 0                | 10               | 10               | 14               |                  |   |                      |                      |                      |                      |                      |
| 1977-1978  | Rockies du Colorado  | LNH            | 61  | 2                | 17               | 19               | 45               | 2                | 0 | 0                    | 0                    | 2                    |                      |                      |
| 1978-1979  | Rockies du Colorado  | LNH            | 53  | 1                | 4                | 5                | 28               |                  |   |                      |                      |                      |                      |                      |
| 1979-1980  | Rockies du Colorado  | LNH            | 42  | 1                | 6                | 7                | 25               |                  |   |                      |                      |                      |                      |                      |
| 1979-1980  | Texans de Fort Worth | LCH            | 30  | 0                | 9                | 9                | 22               | 15               | 0 | 1                    | 1                    | 16                   |                      |                      |
| 1980-1981  | Rockies du Colorado  | LNH            | 75  | 1                | 7                | 8                | 100              |                  |   |                      |                      |                      |                      |                      |
| 1981-1982  | Rockies du Colorado  | LNH            | 63  | 1                | 8                | 9                | 60               |                  |   |                      |                      |                      |                      |                      |
| 1981-1982  | Texans de Fort Worth | LCH            | 13  | 1                | 5                | 6                | 16               |                  |   |                      |                      |                      |                      |                      |
| 1982-1983  | Devils du New Jersey | LNH            | 77  | 4                | 8                | 12               | 52               |                  |   |                      |                      |                      |                      |                      |
| 1983-1984  | Devils du New Jersey | LNH            | 43  | 1                | 4                | 5                | 24               |                  |   |                      |                      |                      |                      |                      |
| 1984-1985  | Mariners du Maine    | LAH            | 12  | 0                | 1                | 1                | 10               |                  |   |                      |                      |                      |                      |                      |
| Totaux LNH | Totaux LNH           | Totaux LNH     | 474 | 12               | 62               | 74               | 370              | 2                | 0 | 0                    | 0                    | 2                    |                      |                      |

### Entraîneur
| Saison    | Équipe               | Ligue |    | PJ | V  | D | N  | Pr                          |  | Séries éliminatoires |
| 2003-2004 | Blues de Saint-Louis | LNH   | 21 | 10 | 7  | 4 | 0  | Éliminés au 1er tour        |  |                      |
| 2005-2006 | Blues de Saint-Louis | LNH   | 82 | 21 | 46 | 0 | 15 | Non qualifiés               |  |                      |
| 2006-2007 | Blues de Saint-Louis | LNH   | 28 | 7  | 17 | 0 | 4  | Remplacé en cours de saison |  |                      |